# Panfilo Nuvolone
Panfilo Nuvolone (Cremona, 1581 – Milano, 27 ottobre 1651) è stato un pittore italiano attivo tra la Lombardia e l'Emilia. In una Milano già conquistata dai barocchi "pittori pestanti", fu interprete di un superato tardo manierismo ispirato dai dettami della Controriforma. Fu al contrario più apprezzato per i primi esperimenti sulla natura morta.

## Biografia
Nato da un gentiluomo mantovano, fu padre di una famiglia di pittori cremonesi. Svolse il suo apprendistato presso Giovanni Battista Trotti (chiamato il Malosso), quindi si trasferì a Milano, presumibilmente prima del 1608.
I figli Giuseppe e Carlo Francesco avuti dalla moglie Isabella proseguirono nell'attività del padre dipingendo a Milano e Cremona.

## Opere
Nel suo periodo milanese ottenne le seguenti commissioni:
- Transito di San Diego all'Aldilà (1609), pala d'altare per la chiesa di Santa Maria del Giardino, dispersa con la demolizione della chiesa.
- Affreschi per la cappella Sansone nella chiesa di Sant'Angelo (1610)
- Alzata cesellata con uccelli collezione privata, firmata e data 160.. l'ultimo numero non è leggibile ma sicuramente il dipinto è stato eseguito nel suo periodo milanese[3]
- Storie di Lazzaro e del ricco Epulone, affreschi (1618) per la chiesa di San Lazzaro nel Quadrone, perduti con la demolizione di quest'ultima
- I profeti Isaia, Geremia, Davide ed Ezechiele, (1621-1623) affresco sulla volta per la chiesa di Santa Maria della Passione
- Incoronazione della Vergine, (1621-1623) affresco sul catino absidale della chiesa di Santa Maria della Passione
- Madonna col Bambino in gloria e i santi Antonio abate e Vittore, (1624) affresco nella basilica di San Vittore al Corpo

Altre opere del pittore si trovano a Cremona  come il lunettone, oggi al Museo civico Ala Ponzone, raffigurante l'Annuncio del Transito della Madonna (1618-21), opera già facente parte della Cappella del Rosario della distrutta chiesa di San Domenico insieme ad una Madonna con Bambino di Camillo Procaccini e al Transito della Vergine di Giulio Cesare Procaccini; inoltre Panfilo Nuvolone risulta attivo tra Lodi, Como e Pontremoli, dove collaborò con il figlio Carlo Francesco Nuvolone, anch'egli importante pittore lombardo.
Più apprezzato dai collezionisti dell'epoca fu la sua attività con la natura morta: sua la Natura morta con una ciotola di pesche che ricorda la Canestra di frutta di Caravaggio all'Ambrosiana e temi simili di Fede Galizia. Gli viene attribuita la tela Piatto di maiolica con frutta dei primi anni del XVII secolo conservata al Museo civico Amedeo Lia a La Spezia.